# Нолі-Кукмар
Нолі́-Кукма́р (рос. Ноли Кукмарь, марій. Кугу Руй) — присілок у складі Новотор'яльського району Марій Ел, Росія. Входить до складу Чуксолинського сільського поселення.

## Населення
Населення — 66 осіб (2010; 93 у 2002).
Національний склад (станом на 2002 рік):
- лучні марійці — 92 %